# Graecopithecus freybergi
Graecopithecus freybergi is een uitgestorven mensachtige.
Van de soort werd in mei 2017 gesteld dat zijn bestaan de menselijke geschiedenis zou herschrijven. Fossielen van de soort werden ontdekt in het huidige Griekenland en Bulgarije.

## Vondst en naamgeving
In juni 1944 groef de Duitse bezettingsmacht nabij Athene op de locatie Tour la Reine of Pyrgos Vassilissis Amalia een kuil voor de aanleg van een kazemat die als geschutsopstelling moest dienen voor een luchtafweerkanon. De naam verwijst naar een toren die de eerste Griekse koningin, Amalia van Oldenburg, had laten oprichten op haar landgoed Heptalophos. Bij het graven werden fossielen gevonden. De Duitse professor geologie Bruno von Freyberg, die als militair geoloog de locatie had uitgezocht, verzamelde daarbij ook de onderkaak van een primaat. Zelf geen paleontoloog, zond hij de fossielen op naar Wilhelm Otto Dietrich van de Humboldtuniversiteit te Berlijn. Tegenwoordig is er een voorstad over de locatie heen gebouwd en ligt de groeve onder een particulier zwembad. Op 3 februari 1945 raakte de kaak beschadigd door een geallieerd bombardement dat de oostelijke vleugel van het Humboldtmuseum raakte.

Verschillende door Von Freyberg gevonden fossielen

Von Freyberg wist na enkele jaren, ondanks zijn naziverleden, zijn positie aan de Friedrich-Alexander-Universität Erlangen-Nürnberg weer in te nemen. Hij haalde de kaak naar Erlangen. In 1949/1951 wees Von Freyberg, in navolging van Dietrich, de onderkaak toe aan Mesopithecus pentelicus. Dat was de enige primaat die toen bekend was uit de Pikermifauna. Die fauna was de Duitse geleerden welbekend want die hadden ze zelf ontdekt toen de eerste Griekse koning, de Beierse prins Otto I van Griekenland, uit zijn oorspronkelijke vaderland natuurvorsers had meegenomen.
In 1972 echter benoemde de Nederlandse paleontoloog Gustav Heinrich Ralph von Koenigswald de vondst, na verdere preparatie door Peter Whybrow van het Natural History Museum en een persoonlijk onderzoek in 1969, als een nieuw geslacht en soort: Graecopithecus freybergi. De geslachtsnaam is een combinatie van het Latijn Graecus, "Grieks", en het Oudgrieks pithekos, "aap". De soortaanduiding eert Von Freyberg. Het holotype dat geen gepubliceerd inventarisnummer heeft, komt uit een laag die uit het Messinien stamt en 7 175 000 jaar oud is. Het betreft een onderkaak van een volwassen individu die de tanden bewaart tot en met de derde kies. Von Koenigswald begreep uit het dikke tandglazuur dat het om een mensaap ging. Hij meende ook dat de fauna van de vondst mogelijk jonger was dan de Pikermifauna die toen op zo'n tien miljoen jaar oud geschat werd.
In de jaren zeventig bracht Von Freyberg zijn verzameling onder bij de Naturhistorische Gesellschaft Nürnberg. De onderkaak echter vertrouwde hij toe aan de conservator van de geologische collectie van de universiteit van Erlangen, Siegbert Schüffler, die de kaak begin jaren tachtig door de secretaresse van de vakgroep geologie in een kluis liet opbergen, in een tupperwareschaaltje.
Het dier kreeg in de wetenschappelijke literatuur maar weinig aandacht. In 1984 onderzochten Lawrence B. Martin en Peter Andrews een afgietsel en concludeerden dat Graecopithecus een ouder synoniem was van de in 1977 benoemde Ouranopithecus. Er zou zelfs geen reden zijn voor een soortonderscheid. De onderkaak zou van een oude vrouw zijn. Anderen zagen de soort als een ongeldige nomen dubium. In 1989 stelde Colin Groves zelfs voor om de ICZN te vragen de naam maar te schrappen om de status van de veel beter bekende Ouranopithecus veilig te stellen als nomen conservandum. Het holotype van Graecopithecus zou van inferieure kwaliteit zijn. In 1993 meenden Louis de Bonis en George Koufos echter dat de soorten duidelijk gescheiden konden worden. In 1997 stelde David W. Cameron dat het holotype zo slecht nog niet was en dat Ouranopithecus als Graecopithecus macedoniensis aangeduid moest worden.

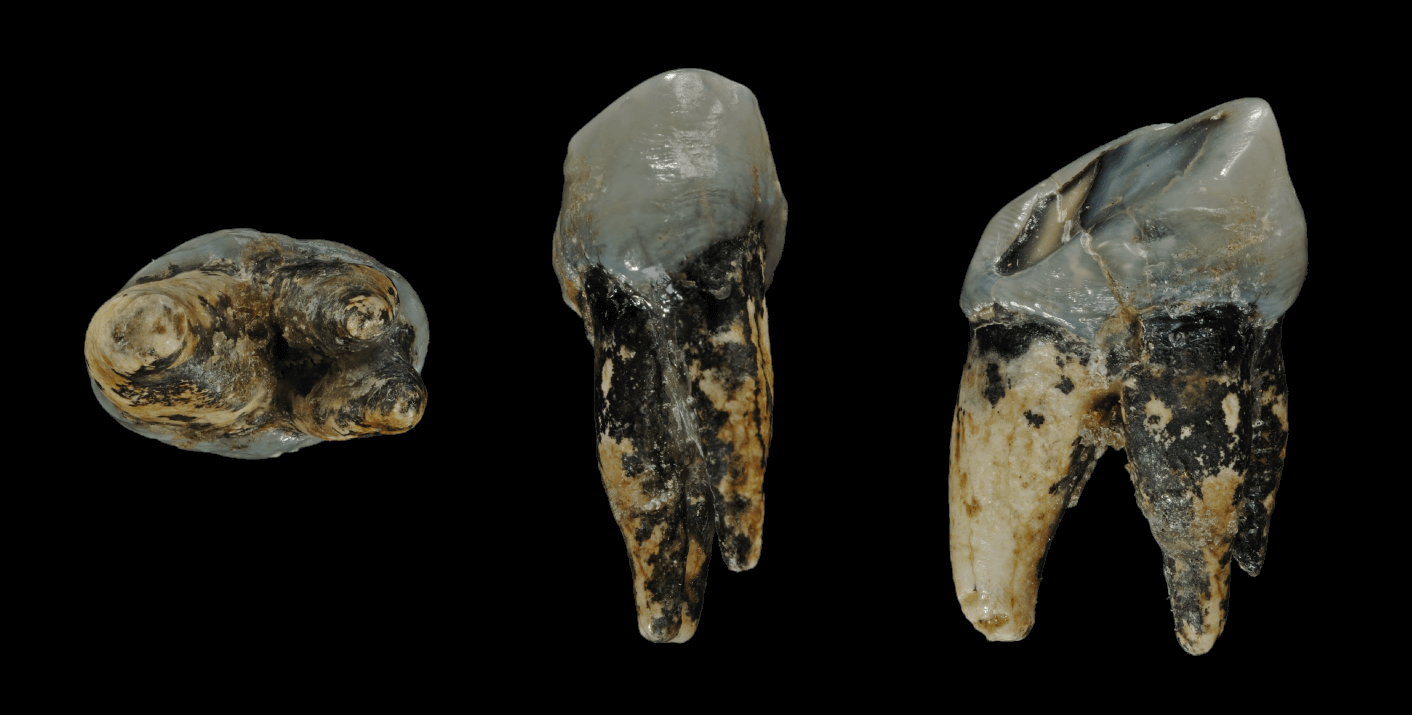
De vierde premolaar

In 2012 werd een vierde premolaar gevonden, specimen RIM 438/387, bij het Bulgaarse Asmaka in even oude lagen. Madelaine Böhme deed dat jaar een poging de oorspronkelijke kaak te lokaliseren. Pas op 20 november 2014 begreep ze dat ze Schüffler moest contacteren en op 6 december 2014 spoorde ze de kaak op in de kluis die toen de bijnaam "El Graeco" kreeg. Dezelfde maand lokaliseerde ze de overige fossielen in de uitgestrekte kelders van het Reichsparteitagsgelände. Ter vergelijking werd het holotype van Graecopithecus opnieuw geprepareerd in het Natural History Museum. Ook werd er in 2015 een CAT-scan van gemaakt in Tübingen. Daarbij bleek de vierde premolaar in wezen identiek aan die van Graecopithecus. Door datering van een door Von Freyberg geborgen giraffe via paleomagnetisme werd de ouderdom vastgesteld op een kleine 7,2 miljoen jaar. Zijn vondsten zouden dus jonger zijn dan de Pikermifauna die op zo'n acht miljoen jaar gedateerd werd. Op basis van de hierbij verworven informatie concludeerden in 2017 Nikolai Spassov van de Bulgaarse Wetenschapsacadamie (Balgarska akademiya na naukite, БАН), Madelaine Böhme van de Universiteit van Tübingen en paleoantropoloog David Begun van de Universiteit van Toronto, dat het taxon niet identiek was aan Ouranopithecus maar ook geen nomen dubium. Het holotype zou een ouder mannelijk individu vertegenwoordigen. Daarbij stelden ze dat de soort nauwer verwant was aan de moderne mens dan aan de chimpansee. Een tweede studie van dit onderzoeksteam uit 2017 onderzocht de mogelijke levenswijze.

## Beschrijving

### Grootte en onderscheidende kenmerken

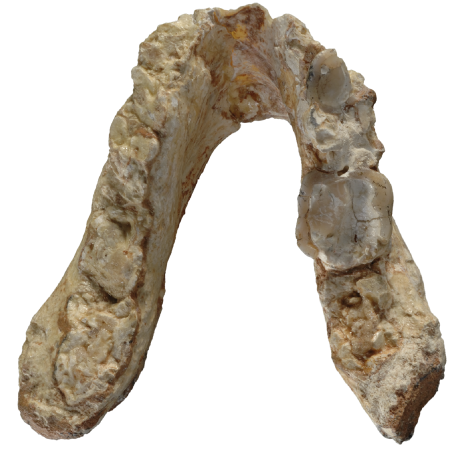
Het holotype

Graecopithecus heeft ongeveer de grootte van een volwassen chimpanseevrouw.
Cameron stelde in 1997 een aantal verschillen met Ouranopithecus vast. De torus superior is zwak ontwikkeld. De kaak is smal zodat de afstand tussen de beide eerste kiezen maar zestien millimeter bedraagt in plaats van zo'n drie centimeter. De kaak zou duidelijk kleiner zijn, sterker dan de individuele variatie die andere Hominoidea laten zien, en ook niet verklaarbaar door een mogelijk toebehoren aan een vrouwelijk en of ouder individu.
Een mogelijk uniek kenmerk is dat de tweede kies even breed is, of volgens sommige eerdere studies zelfs breder, dan de kaaktak.
De studie uit 2017 wist een onderscheidende combinatie van kenmerken vast te stellen. De boog van de onderkaak is vooraan smal en achteraan licht uiteengaand. De symfyse, het vlak waar de onderkaakshelften vergroeid zijn, toont onderaan en bovenaan een zwakke torus overdwars, een ringvormige structuur op de achterkant; het binnenste vlak ervan, onder de voorste tanden, maakt een hoek van 37° met het vlak van de tandkassen. Het lichaam van de kaak is smal en hoog; ter hoogte van de tweede kies is de dikte overdwars maar 53% van de hoogte. De kiezen zijn "megadont" zodat de tweede kies ongeveer even breed is als de kaaktak die hem draagt. Afgaande op de grootte van de wortels neemt de tandgrootte van de eerste tot en met de derde kies toe. Het tandemail is dik. De tandwortels zijn kort. De premolaren en de derde kies hebben een dubbele tandwortel. Bij de vierde premolaar zijn de voorste en de achterste wortel aan de bovenste buitenzijde met elkaar versmolten. De eerste kies heeft drie wortels; de tweede kies drie of twee. Bij de eerste en tweede kies is de punt van de buitenste wortel gevorkt. De kiezen hebben lage pulpaholten met stompe uitlopers naar de wortels. Het aantal pulpakanalen bij de premolaren en kiezen is laag.

### Skelet
Beide kaaktakken zijn relatief hoog. Ze lopen naar achteren uiteen. De tandrijen zijn samen vrij smal. Het foramen mentale doorboort de kaak onder de vierde premolaar.
De symfyse is zo zwaar beschadigd dat alleen de achterste botwand nog over is. Die toont beide tori en de kromming daaronder. De groeve tussen beide tori is ondiep. De bovenste torus ligt, van voor naar achter gemeten, ter hoogte van het midden van de vierde premolaar. De onderste torus ligt meer achterwaarts, op de grens van de vierde premolaar en de eerste kies. Een lijn getrokken tussen beide tori maakt een van hoek van 56° met het vlak van de tandrijen. De welving eronder maakt een hoek van 37°.
De tanden zijn fors afgesleten, soms tot een derde van hun oorspronkelijke lengte. Dat wijst op een aanzienlijke individuele leeftijd. De kiezen nemen naar achteren geleidelijk in grootte toe. De brede tweede kies kan ten dele een illusie zijn, geschapen door samendrukking. In 2017 werd echter geconcludeerd dat de kies toch even breed was als de kaaktak wat verder uniek zou zijn voor de hele Hominoidea. Er is dus sprake van een zekere mate van megadontie, zoals bij verschillende deelgroepen van de Hominini. Het tandglazuur is dik, tussen de 1,4 en 1,5 millimeter. Dat overtreft zowel absoluut als relatief de waarden bij moderne basale mensapen en alle verder bekende mensapen uit het Mioceen. Bij de kiezen zijn de holten voor de pulpae, het interne zachte weefsel, nauw. Ze steken niet sterk naar boven uit en hun bovenvlak is dus vrij plat, zonder "hoorns" of relief, weer een afgeleid kenmerk. RIM 438/387 uit Bulgarije heeft wel zo'n hoorn. De pulpae zijn gedeeltelijk met dentine dichtgegroeid, een ouderdomsverschijnsel.
De wortels van de vierde premolaar tonen vergroeiing. Dit werd in 2017 sterk beklemtoond als argument voor een plaatsing in de Hominini. De vergroeiing is niet bekend van fossiele apen buiten de Hominini. Daar staat tegenover dat de wortelvorm individueel zeer variabel is, zowel bij moderne mensen als fossiele Hominini, en de vergroeiing optreed bij 3 tot 5% van de moderne chimpansees. De waarde van het kenmerk als "fylogenetisch signaal" is dus problematisch. Bij RIM 438/387 zijn de wortels niet vergroeid maar ze staan ook niet uit elkaar. De wortels van de tanden zijn relatief kort, ook weer een afgeleid kenmerk. Daarbij geldt dat ook voor de bewaarde wortel van de op zich niet bewaarde hoektand. Gesuggereerd werd dat de hoektand wel eens gereduceerd zou kunnen zijn, wat weer typisch is voor Hominini.

## Fylogenie
Von Freyberg zag in 1951 het dier als een lid van de Apen van de Oude Wereld. Von Koenigswald echter beschouwde het als een van de mensapen, in traditionele zin, dus zonder de mensen erbij.
Op basis van de twee fossielen werd in 2017 gesteld dat ze toebehoorden aan een aapachtige met mensachtige tanden. Het zou het oudste bekende lid zijn van de Hominini, de tak binnen de Homininae die naar de mensen loopt, dat ongeveer 7,2 miljoen jaar geleden op aarde rondliep. Dat maakt die soort 200 000 jaar ouder dan de recordhouder tot dan toe: Sahelanthropus. Daarbij leefde die laatste in Centraal-Afrika. De studie concludeerde dat de laatste gemeenschappelijke voorouder van mens en chimpansee in Europa, meer bepaald in het oosten van het Middellandse Zeegebied, moest hebben geleefd. De interpretatie zou bevestigd worden door de vondst van 5,7 miljoen oude voetsporen van rechtoplopende Homini bij Trachilos in het westen van Kreta. Andere experts zijn echter terughoudend tot sceptisch over de studie.

## Levenswijze
Het voedsel van Graecopithecus voedsel bestond, aldus de studie, uit de harde en droge vegetatie van de savanne. Volgens de studie zou door een klimaatsverandering in Oost-Europa zijn leefgebied omgevormd geweest zijn tot een open savanne, in tegenstelling tot de habitat van de huidige mensapen die in bossen leven. Daardoor had Graecopithecus net als de mens brede kiezen en dik tandglazuur. Het gebied zou zich kenmerken door een regenval van ongeveer zeshonderd millimeter per jaar. Het zou vaak getroffen zijn door stofstormen uit Afrika. Op de savanne zouden kleine opstanden van struikgewas gegroeid hebben. Bepaalde zones zouden door karstbronnen in moerassen zijn veranderd waar onder andere Deinotherium, Chilotherium, Paleotragus en Bohlinia attica leefden. Greacopithecus zou zich hebben kunnen voeden met voedzame maar taaie lisdodden, wat de slijtage van zijn gebit zou verklaren.
in 2017 werd ook geopperd dat het verlies van mensapen van het vermogen om uricase aan te maken, dat urinezuur afbreekt, wat weer leidt tot een verhoogde omzetting van fructose in lichaamsvetten, een aanpassing was om op vetvoorraden winters te overleven. Dat zou dan weer een aanwijzing zijn dat de mensapen afstammen van soorten met een vrij noordelijke verspreiding in Eurazië; ook de Hominini zouden van Europa uit Afrika gekoloniseerd hebben.
De voetsporen in 2002 bij Trachilos ontdekt, zouden van tweevoetigen zijn omdat er alleen afdrukken van voetzolen te zien zijn. De voet is kort als bij basale mensapen maar bepaalde sporen suggereren de aanwezigheid van een bal van de voet en een verbrede grote teen die niet afstaat van de rest van de tenen. De voet zou dan afgeleider zijn dan die van de later levende Ardipithecus.